# Stazione di Ōtsuki
La stazione di Ōtsuki (大月駅?, Ōtsuki-eki) è una stazione ferroviaria della città di Ōtsuki, nella prefettura di Yamanashi, e serve la linea linea principale Chūō della JR East. Dista 87,3 km dal capolinea di Tokyo. Oltre alla linea Chūō, la stazione è capolinea per la linea Ōtsuki della ferrovia Fujikyūkō che permette di accedere alla zona dei cinque laghi del Monte Fuji.

## Linee
East Japan Railway Company
■■ Linea principale Chūō
 Fuji Kyūkō
■ Linea Fujikyūkō

## Struttura
La stazione è dotata di un marciapiede laterale e uno a isola con tre binari passanti in superficie, numerati da 3 a 5. Il binario 4 è utilizzato sia dai treni JR che da quelli Fuji Kyūkō.
| 3 | ■ Linea principale Chūō | per Shioyama, Kōfu, Kobuchizawa e Matsumoto |
| 3 | ■ Linea principale Chūō | per Hachiōji, Shinjuku e Tokyo              |
| 4 | ■ Linea principale Chūō | per Shioyama, Kōfu, Kobuchizawa e Matsumoto |
| 4 | ■ Linea principale Chūō | per Hachiōji, Shinjuku e Tokyo              |
| 4 | ■ Linea Fujikyūkō       | per Fujisan, Fujikyū-Highland e Kawaguchiko |
| 5 | ■ Linea principale Chūō | per Hachiōji, Shinjuku e Tokyo              |

## Stazioni adiacenti
| «                         | Servizio          | »                      |
| Linea Rapida Chūō         | Linea Rapida Chūō | Linea Rapida Chūō      |
| ------------------------- | ----------------- | ---------------------- |
| Saruhashi                 | -                 | Hatsukari              |
| Linea Ōtsuki (Fuji Kyūkō) |                   |                        |
| Capolinea                 | Locale            | Kami-Ōtsuki            |
| Capolinea                 | Rapido            | Mitsutōge              |
| Capolinea                 | Espresso Limitato | Tsuru-bunkadaigaku-mae |